# PC-8800シリーズのゲームタイトル一覧
PC-8800シリーズのゲームタイトル一覧（PC-8800シリーズのゲームタイトルいちらん）では、PC-8800シリーズ対応として日本国内で発売したゲームソフトを発売順に列記する。

## 発売ソフトの形態・変遷
PC-8001の上位互換にあたるPC-8801シリーズは、もともとビジネス機として誕生したが、PC-8801mkIIの登場によってホビーパソコンへと転換した。
『テグザー』の大ヒットによってPC-8801mkIIはゲーム機としての印象をもたらしたとされている。また、ビデオ描画の性能が上がったことで、今まで主流だったデジタル8色では中間色の表現にタイルパターンを用いていたのに対し、アナログ8色（512色中8色）のPC-8801mkIIでは中間色を8パレット分用意するだけでよかった。これにより、肌色の表現ができるようになった
さまざまなソフトハウスが登場し、たとえばスクウェアは、1984年に『デス・トラップ』でゲーム会社としての第一歩を踏み出した。
プログラマーたちの作品発表の場として、専門誌への投稿やゲーム会社が主催するコンテストへの応募などがあった。このうち、中村光一がエニックスの第1回ゲーム・ホビープログラムコンテストに応募した『ドア・ドア』は、のちに中村本人の手によって他機種への移植がなされた。また、雑誌にプログラムリストtやソースコードが掲載された例もあり、たとえば『魔女モヘカの館』は、『I/O』（工学社）1983年8月号にプログラムリストが掲載されたのち、市販のソフトとしても発売された。また、『3156コロコロ』のように製品化が見送られた作品であっても、雑誌に掲載されたソースコードをもとに第三者が復元した例もあった。他方、パソコン専門誌『テクノポリス』で知られる徳間書店は、創刊1周年記念企画（1983年5月号）として開催されたゲームプログラムコンテストの応募作を商品化するために「テクノポリスソフト」というブランドを立ち上げ、1986年10月に発売された『まじゃべんちゃー/ねぎ麻雀』以降は美少女ゲームも取り扱うようになった。
『イース』や『ハイドライド3』、『ソーサリアン』などのヒット作が登場した1987年の時点では、ユーザ数の多さを反映するかのように、先にPC-8800用ソフトとして発売してから他機種にも移植する作品が相次ぎ、やがてPC-8800独占タイトルが増えていった。いっぽうで、この時期に発売された作品の大半がロールプレイングゲームを占めており、アクションゲームやシューティングゲームは少数派だった。また、『グラディウス』のように移植元とのプレイ感覚の差異が指摘される例もあった。このほかにも、J.B. ハロルドシリーズをはじめとするアドベンチャーゲームは個性を光らせることで一定の評価を集めた。このうち、マイクロキャビンは初めての版権ものとなる『めぞん一刻』で原作から絵柄がかけ離れてしまう致命的な失敗を経験しながらも成功をおさめ、2度目となる『うる星やつら～恋のサバイバルバースディ～』ではその反省を生かしてユーザからの評判も上がり、アドベンチャーゲームのブームが去った1980年代後半も様々なヒット作を出した。
一方で、過激な内容の作品も発売されており、たとえば刑法第177条（強姦罪、現・強制性交等罪）を題材とした『177』は、1986年10月21日に行われた衆議院決算委員会にて公明党の草川昭三が有害なソフトの一例として取り上げた。
他方、1980年代のパソコンゲーム雑誌には新作スケジュールの記載がなかったため、ユーザーたちが発売を知る手段は広告や店頭での告知が主だったが、その広告も具体的な発売日が掲載されていないことが多かった。また、発売中止の告知がなかったがために、本当に発売されたのか分からなくなってしまった例もあった。さらに、当時はパソコンそのものが高額であり、このハードで一般的なジャンルであっても、家庭用ゲーム機向けの後発作品に知名度をとられてしまう例もあった。たとえば、PC-8800シリーズ向けに「パソコンで読む小説」こと『DOME』などテキスト主体のアドベンチャーゲームが多く発売されたが、後発の『弟切草』（1992年）は小中学生に人気のスーパーファミコン向けに発売されたため「サウンドノベル」と呼ばれるジャンルを確立したことで知られている。
やがて、ソフトの大型化によって機体の性能の限界に近づくソフトが出てくるようになり、PC-9800シリーズをはじめとする16ビット機への移行が進んだことでPC-8800シリーズは勢いを失った。この時期になると、PC-9800用ソフトとして発売された後、その簡易版をPC-8800シリーズ向けに出した例もあった。
しばらくの間、PC-8800を含むレトロゲームはエミュレータを通して遊ぶことが多かったが、2001年11月にレトロゲームダウンロードサービス・プロジェクトEGGが発足し、たまたまPC-8801用のエミュレータが安定していたことから、同機種の作品群の一部が最初のラインナップに上がった。

## 1983年
- 魔女モヘカの館（コムパック）[5]

## 1984年
- 地獄の練習問題（ハミングバードソフト）[16]
- 夢幻の心臓（クリスタルソフト）
- パンチボールマリオブラザーズ（ハドソン）
- まじゃべんちゃー/ねぎ麻雀（ONION software）※同人ゲーム[17]
- シネスコ・アドベンチャー ゴジラ（東宝）[18]
- デーモンズリング（日本ファルコム）[19]
- デス・トラップ（スクウェア）[3]

## 1985年
- 5月 アメリカントラック（日本テレネット）
- 6月 パックマンSR（電波新聞社）
- 8月 棋太平（エス・ピー・エス）[20]
- 8月 ボンジャック（日本ソフトバンク）
- 夢幻の心臓II（クリスタルソフト）
- キングフラッピー（dB-SOFT）
- 12月 パラディン（ボーステック[21]）
- 12月10日 三國志[22]

## 1986年
- トップルジップ（ボーステック）
- アルゴー（呉ソフトウェア工房）
- 10月 舞臓魔（パックスエレクトロニカ）
- 10月25日 まじゃべんちゃー/ねぎ麻雀（テクノポリスソフト）[17]
- 12月5日 シルフィード（ゲームアーツ）
- 12月 夢幻戦士ヴァリスII（日本テレネット）[7]
- 12月下旬 森田和郎の将棋 8ビット版（エニックス[23]）

## 1987年
- 5月 ガンダーラ 仏陀の聖戦（エニックス）
- 8月 ドラゴンバスター（エニックス）
- 12月 かわいそう物語（システムソフト）

## 1988年
- DOME[12]
- ザ・スキーム
- 4月 シルバーゴースト（呉ソフトウェア工房）[24]
- サイオブレード（T&E SOFT）
- 3月 アルギースの翼（工画堂スタジオ）
- 12月 時空の花嫁（工画堂スタジオ）

## 1989年
- 7月 夢幻戦士ヴァリスII[25]
- 11月 ハイドライド3[26]
- 12月10日 ドラゴンスレイヤー英雄伝説（日本ファルコム）
- 12月 野球道2（タケル）
- 12月 あーくしゅ（日本テレネット）[27]

## 1990年
- 4月 破邪大星ダンガイオー（テクノポリス）
- 4月26日 はっちゃけあやよさんIIいけないホリディ（HARD）[28]
- 7月 HARAKIRI[29]
- 8月15日 D.P.S. SG（アリスソフト）[30][31]
- 夢幻の心臓III（クリスタルソフト）
- やじうまペナントレース2（ビクター音楽産業）

## 1991年
- 4月 グラムキャッツ（ドット企画）
- 4月15日 D.P.S. SG set2（アリスソフト）[32][33]
- 6月 フェアリーテール海賊版（フェアリーテール）　※ソフトベンダーTAKERU限定販売[34]
- 6月 カクテルソフト増刊号（カクテルソフト）　※ソフトベンダーTAKERU限定販売[35]
- 6月ELLE（エルフ）[36]
- 7月13日 ヴェインドリーム（グローディア）
- 9月14日 コズミックサイコ（カクテルソフト）
- 9月27日 ロイヤルブラッド（コーエー）
- 12月 ファイナルクライシス（テクノグラード）
- 12月20日 ぽっぷるメイル（日本ファルコム）
- 12月21日 ヨーロッパ戦線（コーエー）

## 発売されなかったソフト
| 作品名       | 発売元     | 備考 | 注    |
| ------------ | ---------- | --- | ----- |
| 3156コロコロ | スクウェア | 田中弘道が22歳の時に、雑誌「ログイン」の企画「プログラムオリンピック」向けに制作した。 ソースコードは「ログイン」1985年10月号に掲載されたものの、ゲームは発売されなかった。 Gaming Alexandraの編集者であるクリス・コーラーが「ログイン」に掲載されたソースコードをもとに再現した。 | [ 6 ] |